# رامبوکولووا
رامبوکولووا (به لاتین: Rambukkoluwa) یک منطقهٔ مسکونی در سری‌لانکا است که در استان مرکزی (سری‌لانکا) واقع شده‌است.